# Amahuaka hansoni
Amahuaka hansoni är en insektsart som beskrevs av Nielson 1995. Amahuaka hansoni ingår i släktet Amahuaka och familjen dvärgstritar. Inga underarter finns listade i Catalogue of Life.